# Мартин (језеро)
Мартин (енгл. Lake Martin) је вештачко језеро у Сједињеним Америчким Државама. Налази се на територији америчких савезних држава Alabama. Површина језера износи 179 km².